# 怀宁王
怀宁王，中国古代封爵之一。

## 元朝
封地在今安徽省境内，为金印螭纽王。
- 海山，元顺宗（答剌麻八剌）长子，大德八年（1304年）封，大德十一年（1308年）即皇帝位，即元武宗。